# Осада Морле (1594)
Осада Морле — осада бретонского города Морле в 1594 году в рамках Восьмой (и последней) Религиозной войны во Франции («Войны трёх Генрихов») и Англо-испанской войны (1585—1604). Французская королевская армия герцога Жана VI Омонского, усиленная английским контингентом, осаждала Морле, занятый силами Испании и Католической лиги. С приходом английских кораблей под командованием Мартина Фробишера гарнизон Морле сдался.

## Предыстория
Франция находилась в тисках религиозных войн с 1562 года, и Испания регулярно вступала в конфликт на стороне Католической лиги. Король-гугенот Генрих IV начал борьбу за трон, но в 1594 году он перешел в католицизм в Париже, чтобы успокоить страну. Париж принял Генриха, его примеру последовали другие города, лидеры Лиги также стали переходить на сторону короля. Это позволило Генриху обратить свое внимание на укрепленные города Пикардии и Шампани, чтобы не допустить их включения в состав Испанских Нидерландов. Кроме того, на продолжение войны с Испанией короля толкали союзные обязательства перед Англией.
Маршал Жан Омонский был послан в мятежную Бретань, чтобы присоединиться к английской армии под руководством Джона Норрейса, который уже сражался там. Несколько городов, узнав о подходе большой армии Жана Омонского, добровольно дали присягу королю. Замок города Морле была ключом ко всей области, занятой войсками Лиги и Испании.

## Осада
Объединённая армия Лиги и Испании во главе с герцогом Меркёр и Хуаном де Агила выступила на помощь Морле. Жан Омонский уже присоединился к англичанам Норрейса — Елизавета I заранее потребовала, чтобы Морле был передан англичанам как пункт возможного безопасного отступления с континента. Однако Жан Омонский потребовал, чтобы в город первым вступил католик, и королева согласилась на это.
Вскоре Жан Омонский узнал о приближении испано-католических сил и осознал неизбежность боя. Меркёр послал войска Лиги к Морле быстрым маршем по десять лиг в день в надежде соединиться с войсками Хуана де Агила. Однако Норрейс во главе английского контингента продвинулся вдоль побережья, чтобы блокировать возможность соединения двух армий противника. Меркёр вышел на укрепленные позиции недалеко от Морле, но Норрейс послал 700 англичан, чтобы продемонстрировать силу, и Меркёр, не зная численности противника, поспешил отказаться от выгодных позиций. Агила был близок к соединению с армией Меркёра, но его колонны наткнулись на разрозненные английские отряды. Агила посчитал, что ему противостоит гораздо большая армия, чем было на самом деле (испанцы считали, что англичан не меньше 6000 человек, хотя в реальности это был лишь один отряд). Боясь разгрома, Агила решил вывести своих людей к Блэ в устье Жиронды 17 сентября, а в одиночку Меркёр не мог освободить замок Морле. Напряженность достигла точки кипения, когда Агила и Меркёр стали обвинять друг друга в провале операции.
Положение гарнизона Морле сильно ухудшилось, когда защитники увидели английский флот под руководством сэра Мартина Фробишера, привезший осадную артиллерию для Норрейса. Увидев английские корабли с их пушками и потеряв надежду на снятие осады, гарнизон сдался.

## Последствия
Гарнизон покинул крепость, и английские и французские войска с триумфом вступили в город. Жан Омонский дал высокую оценку поступку Норрейса, который позволил ему войти в город первым. В результате захвата Морле многие другие города вскоре присягули королю. Кемпер и Генгам были захвачены Норрейсом, а испанский форт в устье Жиронды Форт-Крозон был взят в ожесточенном бою, который стоил жизни всему гарнизону.
Английские войска покинули Францию в феврале следующего года, и Елизавета смогла перебросить свои войска обратно в Нидерланды.